# Микільська церква (Таганрог)
Микільська церква (рос. Никольская церковь; Домовая церковь Николая Чудотворца) — колишня хатня церква православного обряду при  Микільському дитячому притулку, що діяла в місті Таганрог з середини XIX до 20-х років XX століття.
Адреса: Росія, Ростовська область, м. Таганрог, на місці сучасного будинку по вул. Чехова, 49/27.

## Історія
Після того, як у 1839 році Правлячим сенатом було затверджено положення про дитячі притулки, влада міста вирішила відкрити такий притулок і було розпочато збір коштів. Притулок було названо Микільським і відкрито 6 грудня 1851 року в будинку купця Сарі, який пожертвував заради цього своїм домоволодінням. Піклувальницею притулку затвердили княгиню Катерину Микитівну Лівен — дружину градоначальника Олександра Карловича Лівена, пізніше — Олену Марківну Лакієр — дружину російського історика Олександра Борисовича Лакієра. Притулок був розрахований на 40 дітей віком від 4 до 7 років. У влаштуванні притулку брали участь відомі містяни того часу.
Будинок купця Сарі являв собою одноповерховий будинок з колонами. Пізніше купець Василь Миколайович Третьяков добудував на розі нинішньої вулиці Чехова № 49 (тоді — Поліцейської № 37) і Добролюбовського (тоді - Успенського) провулку будівлю хатньої церкви святого Миколая. На північно-східному боці будинку було встановлено храмовий образ Святителя Миколая.
У роки Радянської влади 1923 року храм був закритий, а притулок перетворили в дитячий будинок. Згодом там знаходився житловий будинок.
У 1950-ті роки будівлю колишнього дитячого притулку було знесено і на його місці побудували 4-поверховий будинок з магазином, який місцеві жителі називають «професорським» через те що він призначався для співробітників місцевого Радіотехнічного інституту .

## Духовенство
Одним з останніх настоятелів Микільської церкви був Григорій Моісеєв.